# João Gonçalves Zarco
João Gonçalves Zarco (1394 v Leça da Palmeira, nebo v Tomar, Portugalsko – 21. listopadu 1471, Funchal, Madeira) je portugalský mořeplavec považovaný za znovuobjevitele Madeiry.

## Život
Byl šlechticem ve službách Jindřicha Mořeplavce. Jako velmi mladý se účastnil námořní ochrany Algarve proti marockým pirátům. Byl jedním z prvních Portugalců, kteří se účastnili portugalských objevných výprav. Princ Jindřich Mořeplavec ho pověřil velením jedné z lodí, které měly prozkoumat od severu atlantické pobřeží Afriky. Bouře však již při první cestě roku 1418 zanesla lodě k neobydlenému ostrovu Porto Santo. O rok později, 2. července 1419, se spolu s Tristão Vazem Teixeirou a Bartolomeu Perestrelem vylodili na ostrově Madeira v zátoce u Machica. Tak začalo znovuobjevování Madeirského souostroví.
V červnu 1420 vyplul Zarco se dvěma loděmi, zabral oba objevené ostrovy jménem krále, prince Jindřicha a Kristova řádu. Koncem srpna se vrátil do Portugalska a král ho za odměnu jmenoval hrabětem z Camara dos Lobos.
Zarco je ve skutečnosti přezdívka. Existují dvě nepodložená tvrzení o původu této přezdívky: jednak z arabského zarka (modrooký), jednak zkomolenina z portugalštiny, znamenající šilhoun (João Gonçalves utrpěl poranění oka šípem). Po usazení na Madeiře používala jeho rodina titul da Câmara de Lobos propůjčený Jindřichem Mořeplavcem.
Oženil se roku 1430. Měl osm dětí. Synové pokračovali v jeho šlépějích jako námořníci ve službách portugalského trůnu a podíleli se na objevných cestách. On sám byl roku 1450, po rozdělení Madeiry na tak zvané kapitánie, jmenován capitão donatário pro jižní část ostrova Madeira se sídlem ve Funchalu.
Roku 1437 se účastnil na obléhání Tangeru. Roku 1467 složil svou kapitánskou funkci a stáhl se z veřejného života. Zemřel v roce 1471 v pokročilém věku a byl pohřben ve Funchalu v kapli Nossa Senhora da Conceição, kterou sám postavil v roce 1430. Jeho hrobka byla zničena v roce 1768 při rozšiřování kláštera Svaté Kláry, do kterého byla kaple začleněna.
Je považován za jednoho z prvních námořníků, kteří experimentovali s použitím děl na lodích.